# Canacas
O povo canaca, canaco, ou kanak, é um grupo étnico de melanésios da Nova Caledônia. Segundo o censo de 2019, havia 111 856 canacas na Nova Caledônia, representando 41,2% da população da ilha, que era composta por 271 407 pessoas. Esse percentual aumenta para 96,6% na Província das Ilhas Lealdade e para 73,8% na Província do Norte da Nova Caledônia, mas baixa para 26,7% na Província do Sul, onde há grande concentração de outros povos do Pacífico e de europeus.
O termo tem sua origem na palavra do idioma havaiano kanaka que significa homem e é usado pelos polinésios, em geral, para se referirem a eles mesmos. Os navegantes e mercadores europeus generalizaram seu uso, principalmente na forma francesa canaque, para se referir não só aos havaianos ou aos polinésios, mas também aos povos da Melanésia e Micronésia. Na Nova Caledônia o termo canaque era usado, por parte dos franceses, com conotação pejorativa. A partir da década de 1960 os movimentos independentistas da Nova Caledônia se apropriaram do termo, com a grafia kanak, e a nação kanak se converteu em Kanaky. Com cerca de trinta línguas autóctones diferentes, não existia uma denominação comum para o país e para a população melanésia da Nova Caledônia. Assim, o termo, que antes era pejorativo, hoje se utiliza com orgulho e como símbolo de reivindicação cultural e emancipação política.
Um canaca famoso é o futebolista Christian Karembeu, que jogou no Real Madrid entre 1997 e 2000.

## Arte canaca

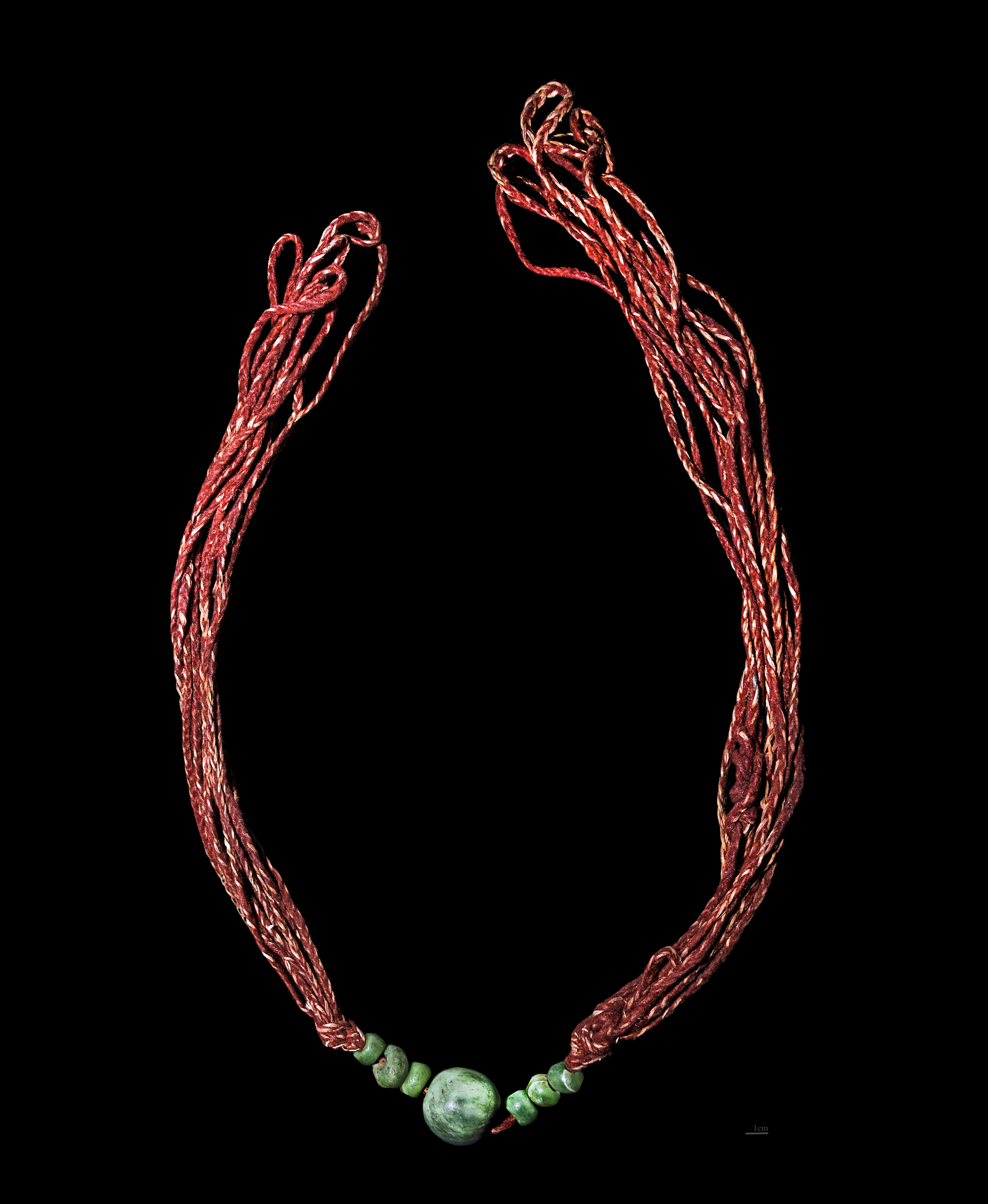
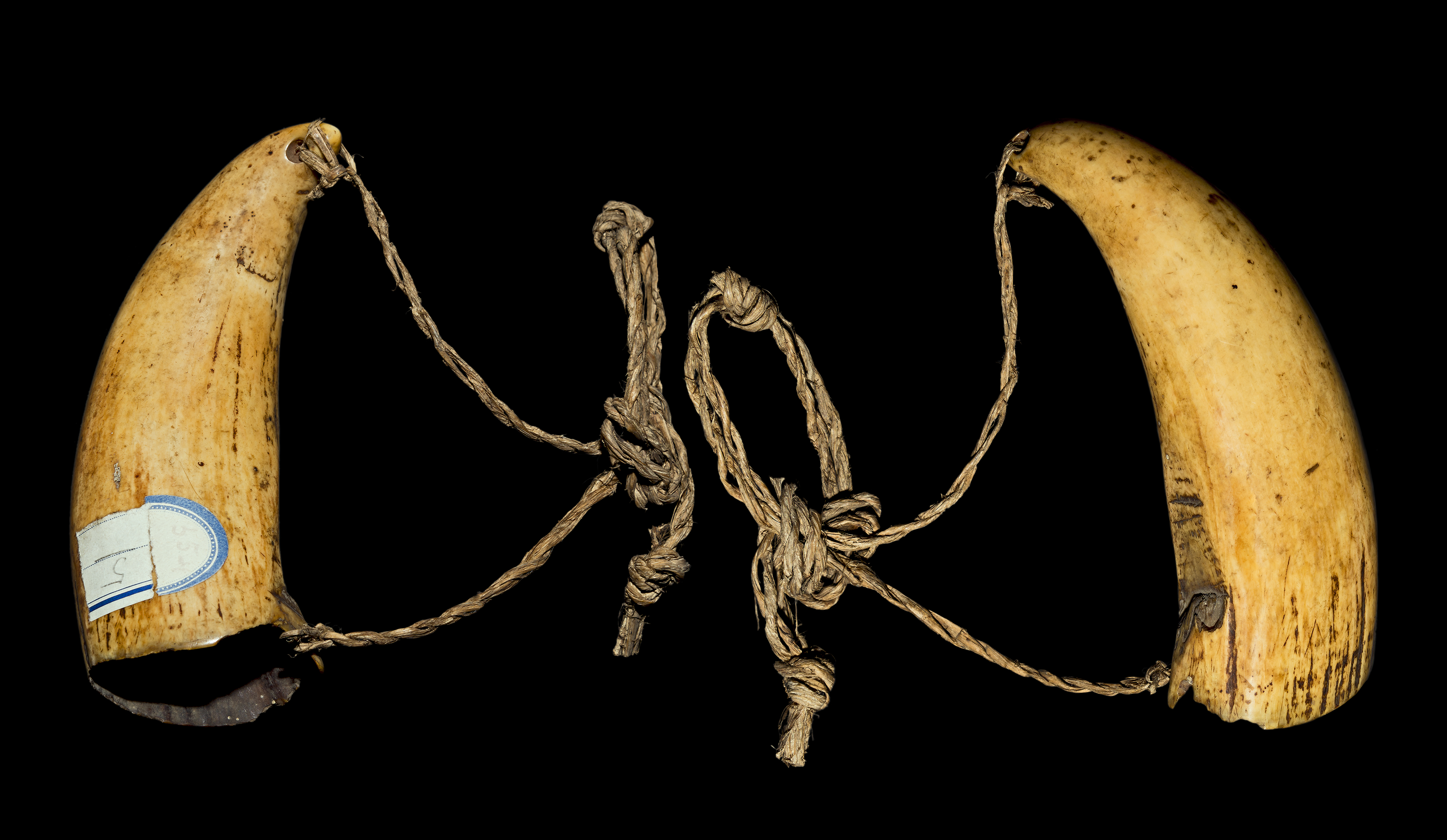
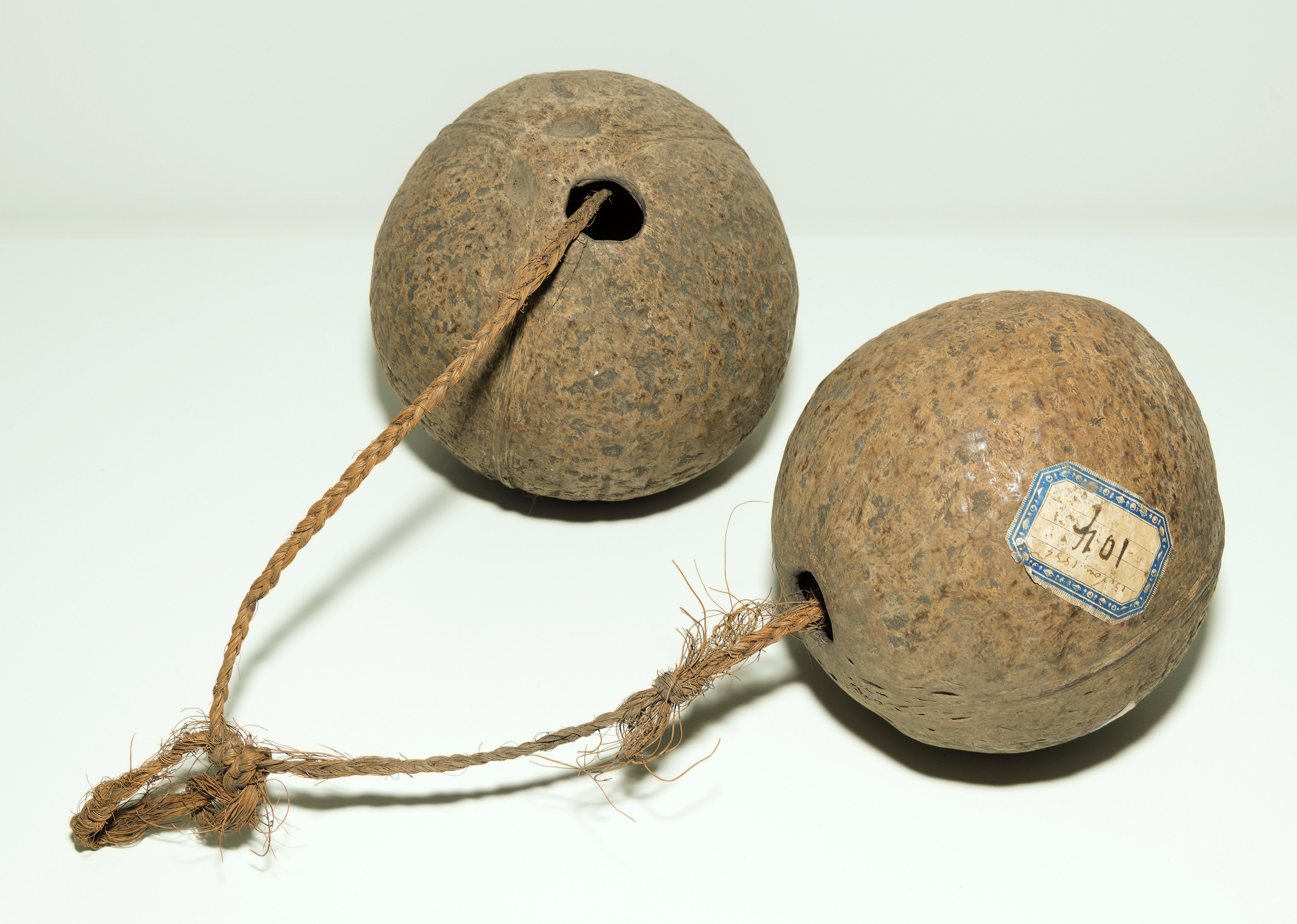
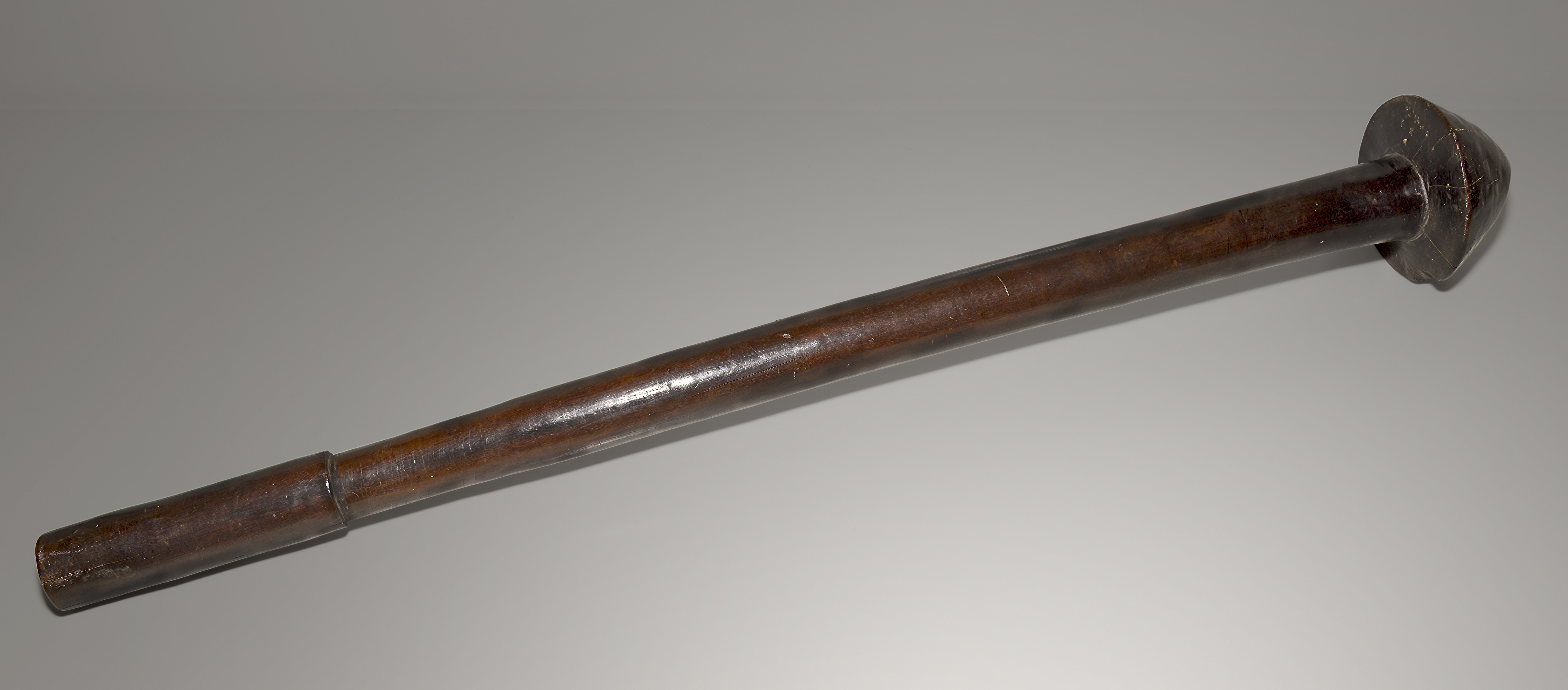
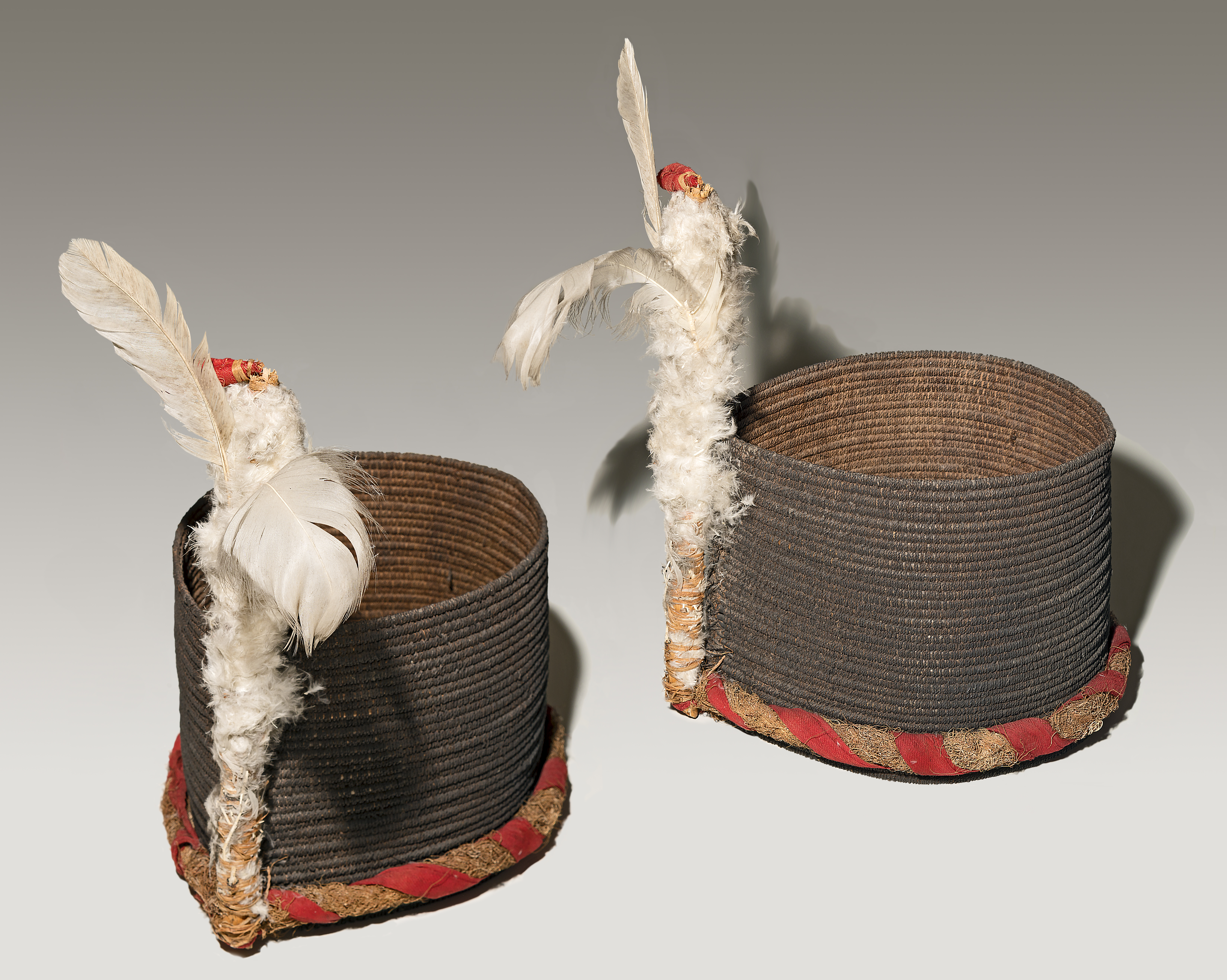
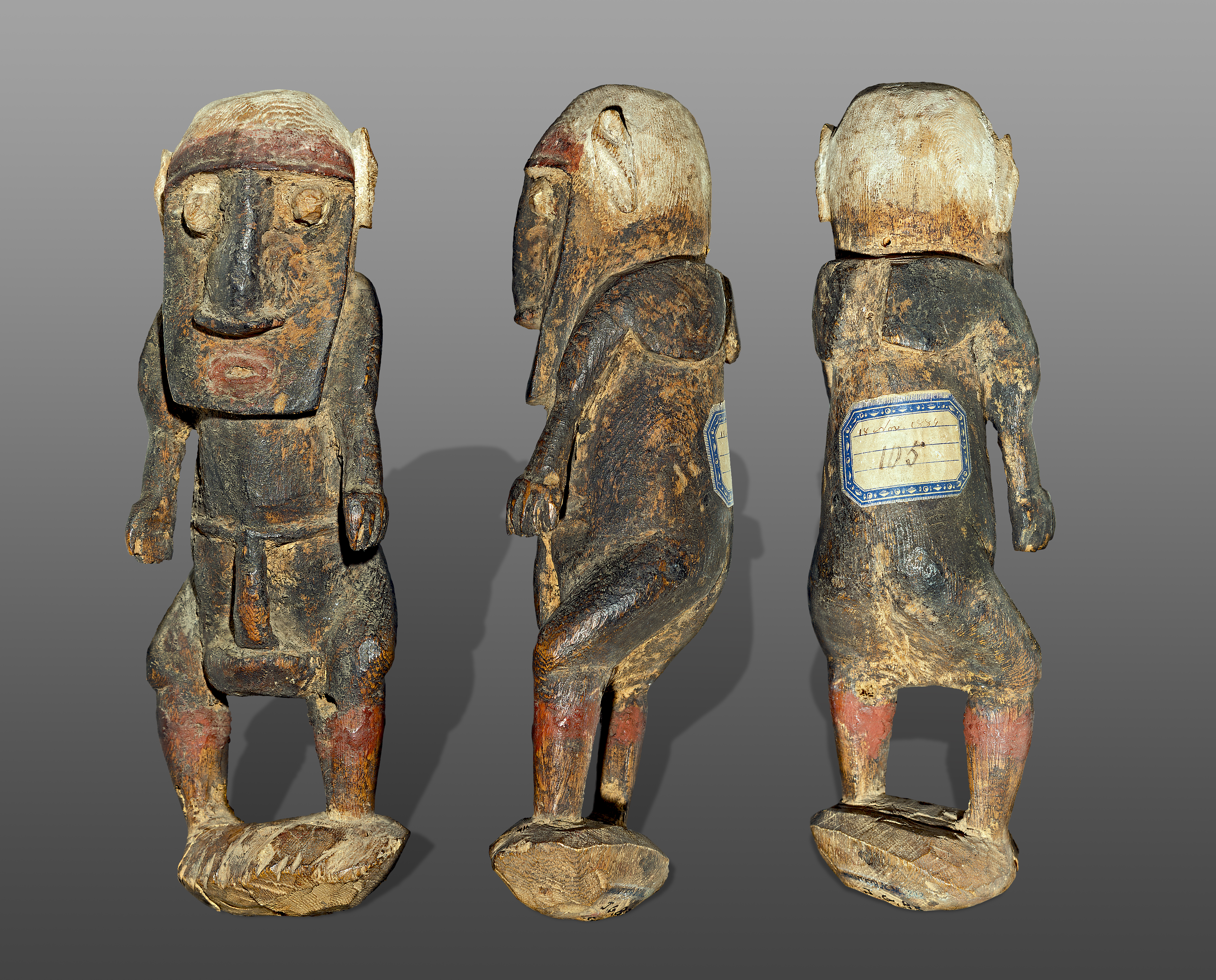